# Скитија
Скитија (лат. Scythia) је историјски назив за део источне Европе и централне Азије који су у античко доба насељавали Скити. У географском смислу, Скитија се делила на Велику Скитију и Малу Скитију.
Скитска краљевина је постојала од 7. до 3. века п. н. е, када су је уништиле инвазије Келта, Трачана и Сармата. Остаци Скита очували су се на Криму и у Тракији. Скитску државу на Криму уништили су Готи у 2. веку, док су Скити на подручју источне Тракије дошли под власт Римљана који су на овом подручју организовали провинцију Скитију (познату и као Мала Скитија).

## Историја

### Залеђина

#### Порекло Скита
Скити су настали у Централној Азији, вероватно око 9. века пре нове ере, а у Кавкаску степу су стигли у 8. и 7. веку пре нове ере као део значајног покретања номадских народа Евроазијске степе. Овај миграција је започела када је једно друго номадско иранско племе блиско повезано са Скитима, Масагети или Иседонци, мигрирало на запад, протерујући ране Ските на запад преко реке Аракс, након чега су се Скити преселили у каспијску степу, где су освојили територију Кимеријана, који су такође били номадски ирански народ блиско повезан са Скитима, и асимилирали већину док су раселили остале, пре него што су се населили у области између Аракса, Кавкаских планина и језера Меотис.
Током овог раног миграторног периода, неке групе Скита су се населиле у Северном Кавказу и подножју Кавкаских планина источно од реке Кубањ, где су се населиле међу домородачким становништвом овог региона, а нису се даље селиле на југ у Западну Азију.
Под притиском Скита, расељени Кимеријци су мигрирали на југ дуж обале Црног мора и стигли до Анадолије, а Скити су се заузврат касније проширили на југ, пратећи обалу Каспијског мора и стигли у степе у Предскавказу, одакле су се проширили на регион данашњег Азербејџана, где су се населили и претворили источно Закавказје у свој центар операција у Западној Азији до раног 6. века пре нове ере, са овим присуством на Западу Азије као продужетком скитског степског царства. Током овог периода, седиште скитских краљева налазило се у цискавкаским степама, и контакт са цивилизацијом западне Азије је имао значајан утицај на формирање скитске културе.

#### Долазак у Понтску степу
Од своје базе у Кавкаској степи, током периода од 8. до 7. века пре нове ере, Скити су освојили Понтску степу на северу Црног мора до реке Дунав, који је чинио западну границу скитске територије па надаље, иако су Скити можда имали приступ и Влашкој и Молдавској равници. Ова експанзија је раселила још један номадски ирански народ сродан Скитима, Агатирсе, који су били најстарија иранска популација која је доминирала Понтском степом, а коју су Скити потиснули на запад, далеко од степа и њиховог првобитног дома у околини Азовског мора, након чега су односи између две популације остали непријатељски. Унутар Понтске степе, нека од скитских племена су се удружила са већ присутним домаћим седентарним трачким становништвом да би формирала нова племена као што су номадски Скити и Алазони.
Неколико мањих група је вероватно такође расељено због скитске експанзије.
Користећи понтску степу као своју базу, Скити су током 7. до 6. века пре нове ере често вршили нападе у суседне регионе, при чему је средња Европа била честа мета њихових напада, а упади Скита су допирали до Подолије, Трансилваније и Угарске низије, због чега су, почев од овог периода, нови предмети, укључујући оружје и коњску опрему, који потичу из степа и остаци везани за ране Ските почели да се појављују у средњој Европи, посебно у трачким и угарским равницама, и у областима које кореспондирају са данашњом Бесарабијом, Трансилванијом, Угарском и Словачком, од краја 7. века па надаље. Више утврђених насеља лужичке културе је уништено нападима Скита током овог периода, при чему су насртаји Скита довели до уништења саме лужичке културе. Напади Скита били су усмерени на јужну Германију, а одатле, све до Галије, па чак и Пиринејског полуострва; ове активности Скита нису биле различите од активности Хуна и Авара током периода сеобе и Монгола у средњем веку, а забележене су у етрурским бронзаним фигуринама које приказују скитске стрелце на коњу, као и у скитским утицајима у келтској уметности.
У склопу експанзије Скита у Европу, један део Скита Синди племена мигрирао је током 7. до 6. века пре нове ере из региона Меотског језера ка западу, преко Трансилваније у источни панонски басен, где су се населили поред Сигина, и убрзо су изгубили контакт са Скитима из Понтске степе. Други део Синда успоставио се на Таманском полуострву, где су формирали владајућу класу над домородачким Меотима, при чему су ови последњи били кавкаског порекла.

#### Западна Азија
У западној Азији, Скити ће се удружити са суперсилом региона, Неоасирским царством, када се њихов краљ Бартатуа оженио асирском принцезом Серуа-етерат.
Бартатуа је наследио његов син са Серуа-етерат, Мадије, који је 653. п. н. е. напао Медијце, чиме је започео период који је Херодот из Халикарнаса назвао „скитском владавином над Азијом“, након чега је проширио скитску хегемонију на државе Мана и Урарту, ушао у Анадолију и победио Кимеријце. Скитска моћ у западној Азији је тако достигла свој врхунац под Мадијом, са територијама којима су владали Скити простирали су се од реке Халис у Анадолији на западу до Каспијског мора и источних граница Медије на истоку, и од Закавказја на северу до северне границе Новоасирског царства на југу.
До 620-их година пре нове ере, Асирско царство је почело да се распада, а 625. п. н. е. медијански краљ Кијаксар је збацио скитски јарам над Медијом убивши атентатом скитске вође, укључујући Мадија. Скити су убрзо искористили вакуум моћи настао распадом моћи њихових бивших асирских савезника да прегазе Левант и Палестину до граница Египта, одакле су се вратили након што их је пресрео фараон Псамтик I и убедио их да се окрену назад нудећи им поклоне; неке скитске луталице су опљачкале храм Астарта у граду и њихове потомке је богиња наводно заразила „женском болешћу“, због чега су постали класа трансвестита прорицатеља тзв. анарија (што на скитском значи „немужевно”).
Ските су коначно Медијци протерали из западне Азије током 600-их година пре нове ере, након чега су се повукли у Понтску степу. Неке отцепљене скитске групе су ипак остале у западној Азији и населиле се у Закавказју, које су се средином 6. века пре нове ере потпуно културно и политички асимиловале у медијско друштво и више нису постојале као засебна група.